# پرز (ماده)
پُرز یا کُرک نام رایج برای تجمعات قابل مشاهدهٔ الیاف پارچه، مو و مواد دیگر است که معمولاً روی یا اطراف پوشاک یافت می‌شود.
پرز لباس، توده‌های بسیار ریز و سبکی از الیاف پارچه است که در اثر استفاده یا شست‌وشو از بافت اصلی جدا شده و روی سطح لباس جمع می‌شود. این ذرات معمولاً به‌مرور زمان و به‌خصوص در نقاطی که لباس بیشتر دچار سایش می‌شود، مانند یقه، سرآستین یا کناره‌های شلوار، بیشتر به چشم می‌آیند. پرزها روی لباس‌های تیره یا پارچه‌های خاص وضوح بیشتری دارند و ظاهر لباس را کهنه یا نامرتب نشان می‌دهند. برای از بین بردن آن‌ها می‌توان از ابزارهایی مانند پرزگیر یا حتی نوار چسب استفاده کرد.
برخی از موادی که در تولید لباس استفاده می‌شوند، مانند پنبه، کتان و پشم، دارای تعداد زیادی الیاف بسیار کوتاه هستند که در هم دسته‌بندی شده‌اند. در طول استفادهٔ عادی، این الیاف ممکن است جدا شوند یا از بافت پارچه بیرون کشیده شوند. این همان دلیلی است که چرا اقلام پرمصرفی مانند تن‌پوش‌ها و حوله‌ها با گذشت زمان نازک می‌شوند و چرا چنین ذراتی در صافی پرز یک رخت‌خشک‌کن جمع می‌شوند.
به دلیل نسبت بالای سطح به وزن، چسبندگی الکترواستاتیک باعث می‌شود الیافی که از لباس جدا شده‌اند، همچنان به یکدیگر و به همان لباس یا سطوح دیگری که با آن‌ها تماس پیدا می‌کنند، بچسبند. ذرات کوچک دیگر نیز همراه با این الیاف لباس جمع می‌شوند، از جمله مو و پوست انسان و حیوان، الیاف گیاهی، گرده، گرد و غبار و میکروب‌ها.
گاه پرزهای لباس به صورت گلوله پرز درمی‌آید. به پرز، کُرک هم می‌گویند اما واژهٔ کرک کاربردهای دیگری نیز دارد.

## انواع پرز

### پرز پنبه
پرز پنبه یا الیاف کوتاه پنبه، محصول جانبی فرایند جداسازی پنبه است و شامل الیاف ابریشمی است که به دانه‌های پنبه متصل مانده‌اند، به‌همراه دیگر الیاف زبرتر. این ماده می‌تواند تصفیه شده و برای مقاصدی مانند تولید کاغذ به کار رود.

### پرز خشک‌کن

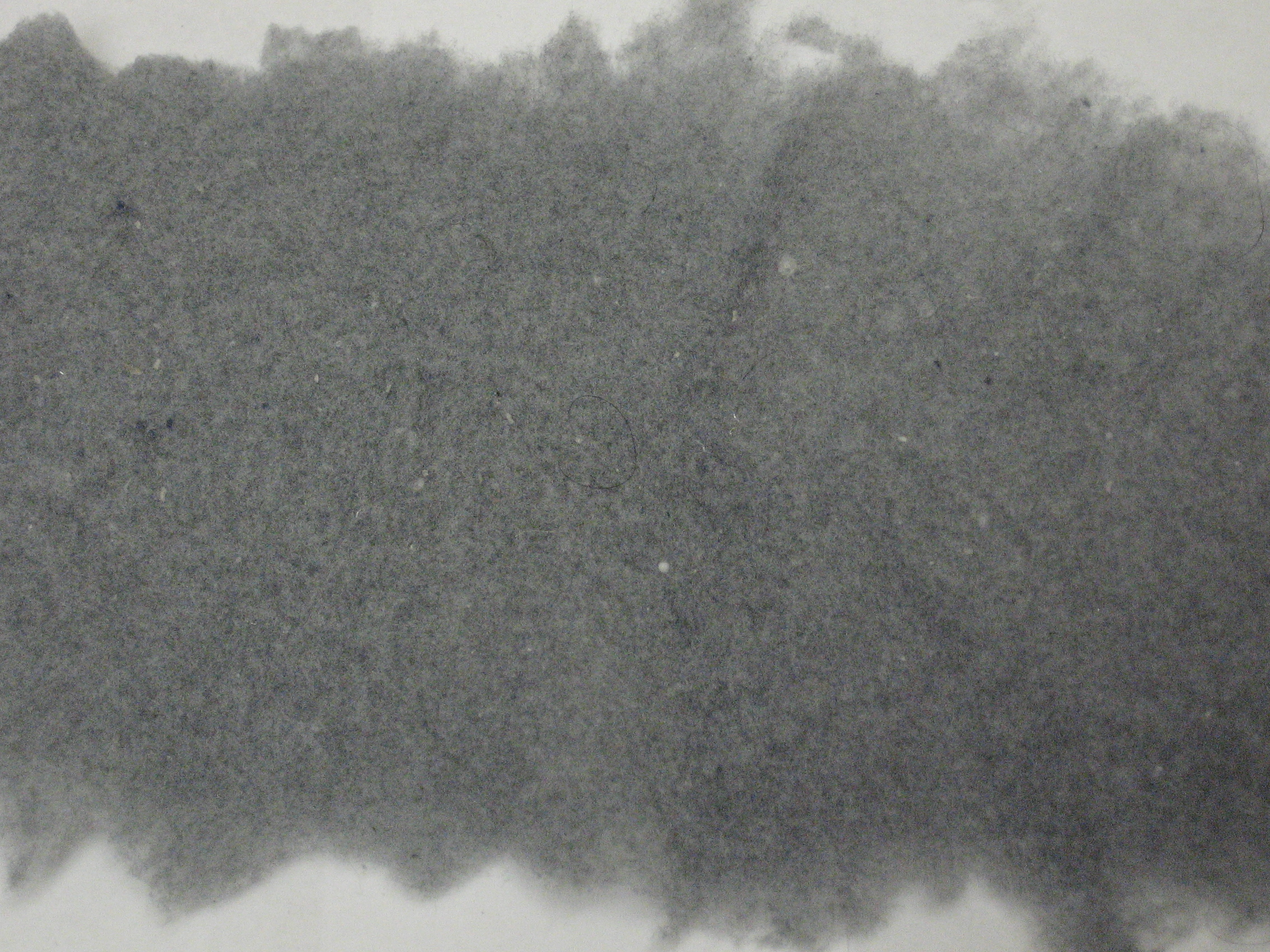
نمای نزدیک پرز ماشین خشک‌کن

پرز خشک‌کن پرزی است که در اثر خشک‌کردن لباس‌ها در یک رخت‌خشک‌کن ایجاد می‌شود و معمولاً بر روی صافی خشک‌کن جمع می‌شود. توصیه شده است که پس از هر چرخه، صافی پرز تمیز شود تا ایمنی و بازده انرژی حفظ گردد. تمیز نکردن صافی پرز، علت اصلی آتش‌سوزی در رخت‌خشک‌کن‌های خانگی است.

### پرز ناف
پرز ناف تجمعی از الیاف نرم در حفرهٔ ناف است که اغلب در آغاز و پایان روز یافت می‌شود. الیاف پارچه بر اثر اصطکاک توسط موی بدن تراشیده شده و در جهت رشد مو جمع می‌شوند.

### پرز جیب

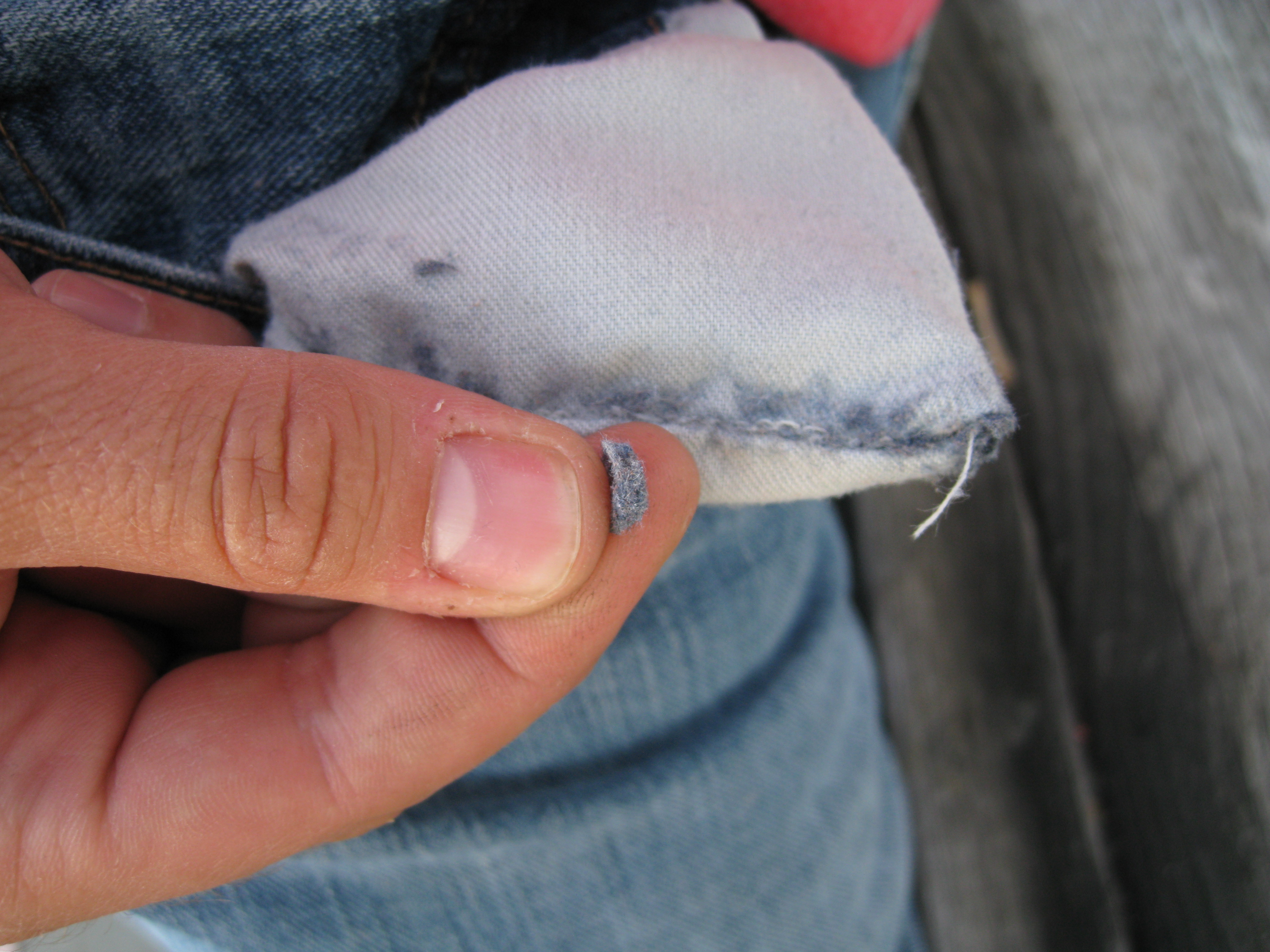
پرز جیب

پرز جیب مجموعه‌ای از واریزه شامل تکه‌های پارچه، خرده‌های کاغذ و دستمال کاغذی است که اغلب در جیب‌ها یافت می‌شود. گاهی این پرز بر اثر شست‌وشوی لباس در ماشین لباس‌شویی ایجاد می‌شود.
پرز جیب، به دلیل ترکیب شدن محتویات جیب، گاهی برای شناسایی وجود مواد سایکو اکتیو قبلاً ذخیره‌شده در جیب، از طریق آزمایش مواد مخدر بررسی می‌شود. در شرایط بقا، پرز جیب می‌تواند به‌عنوان آتش‌زنه برای روشن‌کردن آتش استفاده شود.
بازی اینفوکام با عنوان راهنمای کهکشان برای اتواستاپ‌زن‌ها همراه با مجموعه‌ای از «وسایل جانبی» عرضه شد که یک کیسهٔ کوچک «پرز جیب» را هم شامل می‌شد.

## مشکلات مرتبط با پرز

### مشکلات زیستی
تنفس مقدار زیاد پرز، همان‌طور که در کارگران اولیهٔ صنعت نساجی مشاهده شده، می‌تواند منجر به بیماری‌های ریوی مانند بیسینوزیس شود. پرزی که هنگام استفاده از لباس از آن جدا می‌شود، ممکن است حامل باکتری و ویروس نیز باشد. به همین دلیل، وجود پرز در هنگام جراحی خطرناک است، زیرا ممکن است میکروارگانیسم‌ها را به درون زخم‌های باز منتقل کند. نشان داده شده که به دلیل تماس سایشی میان لباس و پوست، «فردی که یک گان استاندارد پنبه‌ای پوشیده باشد، در واقع باکتری بیشتری نسبت به حالت بدون لباس پخش می‌کند». پرز همچنین بخشی از «چرک بین انگشتان پا» است که به عنوان «مواد انباشته‌شده بین انگشتان پا» توصیف می‌شود و می‌تواند بر اثر تمیز نکردن صحیح پا و انگشتان پا ایجاد شود. مانند جرم گوش، مخاط و دیگر ترشحات بدنی، این مشکل نیز می‌تواند علل گوناگونی داشته باشد — برخی از آن‌ها جدی‌تر از بقیه — بنابراین توجه ویژه به بهداشت پاها توصیه می‌شود. پرز همچنین در محیط‌هایی که معمولاً تماس انسانی کمی دارند، مانند غارها، تهدیدی برای محیط زیست محسوب می‌شود و به عنوان «یکی از آلاینده‌های اصلی» در غارنوردی شناخته می‌شود.

### مشکلات مکانیکی
آلودگی ناشی از پرز می‌تواند تهدیدی جدی برای آسیب به دستگاه‌های مکانیکی ظریف باشد. برای جلوگیری از آلودگی پرزی، معمولاً از کارگرانی که وارد اتاق تمیز می‌شوند خواسته می‌شود که یک لایهٔ بیرونی لباس از الیاف مصنوعی بلندتر و ضخیم‌تر بپوشند که احتمال جداشدنشان بسیار کمتر است. مواد پارچه‌ای مقاوم در برابر پرز شامل پارچه‌های کشسان مانند اسپندکس (یا لایکرا) است که الیاف آن تمایل به کش آمدن دارند نه شکستن، و الیاف پلی‌الفین غیر بافتهٔ بلندتر و قوی‌تر.

### مشکلات دیگر

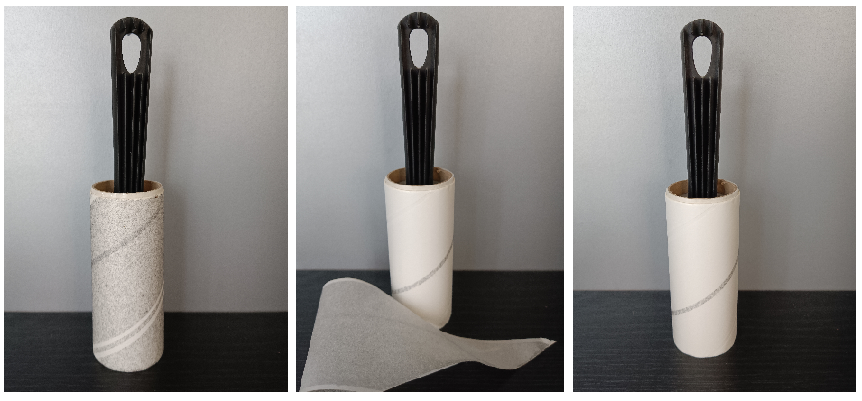
یک پرزگیر برای برداشتن پرز قابل‌مشاهده از پارچه‌ها

وجود پرز روی لباس معمولاً ناپسند و غیرحرفه‌ای تلقی می‌شود. علاوه بر این، پرز می‌تواند خاصیت سایندگی داشته و خود لباس را نیز آسیب بزند. به همین دلیل، پرز قابل‌مشاهده اغلب با پرزگیر یا برس برداشته می‌شود. تجمع پرز هنگام شست‌وشوی لباس را می‌توان با استفاده از نرم‌کننده پارچه کاهش داد، زیرا این مواد میزان بار الکتریسیتهٔ ساکن روی سطح لباس را کاهش داده و مانع چسبیدن پرز به لباس می‌شوند.
پرز خشک‌کن که روی صافی پرز یک رخت‌خشک‌کن جمع می‌شود، به شدت قابل‌اشتعال است و بنابراین یک خطر ایمنی آتش به‌شمار می‌آید. با این حال، به دلیل همین قابلیت اشتعال، پرز خشک‌کن را می‌توان به عنوان آتش‌زنه جمع‌آوری کرد، هرچند سوزاندن الیاف مصنوعی می‌تواند دود سمی تولید کند.

## کاربردهای پرز

### کمپوست کردن
امکان کمپوست کردن پرز جمع‌آوری‌شده از صافی خشک‌کن با افزودن آن به دیگر مواد کمپوست‌شونده وجود دارد. بافت این ماده باعث می‌شود مواد آلی موجود در آن به‌سرعت و به‌آسانی تجزیه شوند. با این حال، بسته به منبع، ممکن است شامل الیاف و مواد غیرآلی باشد که هرگز تجزیه نمی‌شوند.

### جرم‌شناسی

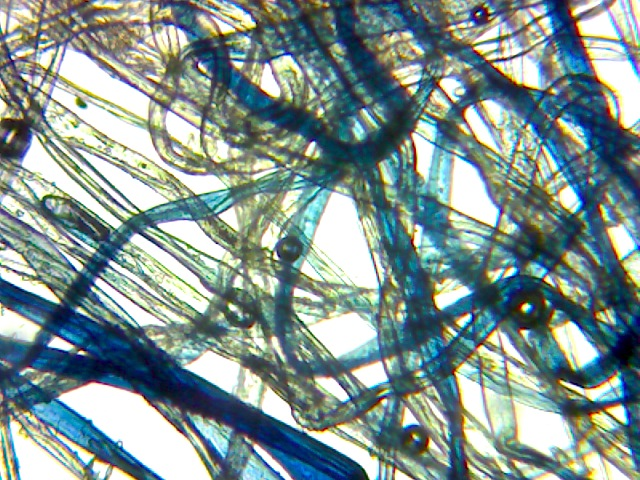
الیاف دنیم مانند این‌ها ممکن است روی لباس کسی جمع شوند و توسط متخصصان علوم قانونی تحلیل شوند

پرز در جرم‌شناسی برای بررسی مفید است، زیرا در گذر زمان انباشته می‌شود و از آنجا که الیاف جداشده از لباس نه‌تنها به همان لباس، بلکه به ذرات دیگری که حامل آن در معرضشان قرار گرفته نیز می‌چسبند؛ بنابراین، پرز روی لباس یک فرد احتمالاً حاوی موادی است که از محیط‌های گوناگونی که آن فرد از آن‌ها عبور کرده، منتقل شده‌اند. این موضوع به کارشناسان علوم قانونی اجازه می‌دهد پرز را جمع‌آوری و بررسی کنند تا مسیرها و فعالیت‌های صاحب لباس را تعیین نمایند. کارشناسان ممکن است از مواد شیمیایی گوناگونی برای جداسازی الیاف پرز از لباس‌های مختلف بر اساس تفاوت رنگ و دیگر ویژگی‌ها استفاده کنند.

### آتش‌زنه
پرز خشک‌کن به‌راحتی می‌سوزد. اگرچه این ویژگی می‌تواند در خانه خطر ایجاد کند، اما همچنین به این معناست که پرز، آتش‌زنه‌ای عالی برای روشن‌کردن آتش است. این پرز به‌ویژه برای گرفتن جرقه از سنگ آتش‌زنه و فولاد یا ابزارهای مشابه روشن‌کردن آتش در نبود کبریت بسیار مفید است.

### درمان زخم
پرز از حدود ۱۵۰۰ سال پیش از میلاد مسیح و تا زمان جنگ داخلی آمریکا به‌عنوان شکلی از پانسمان و مراقبت از زخم و جراحت استفاده می‌شده است. پرزی که به‌طور ویژه برای درمان زخم‌ها به کار می‌رفت، گاهی با نام شارپی شناخته می‌شد.